# Mädchengymnasium Jülich

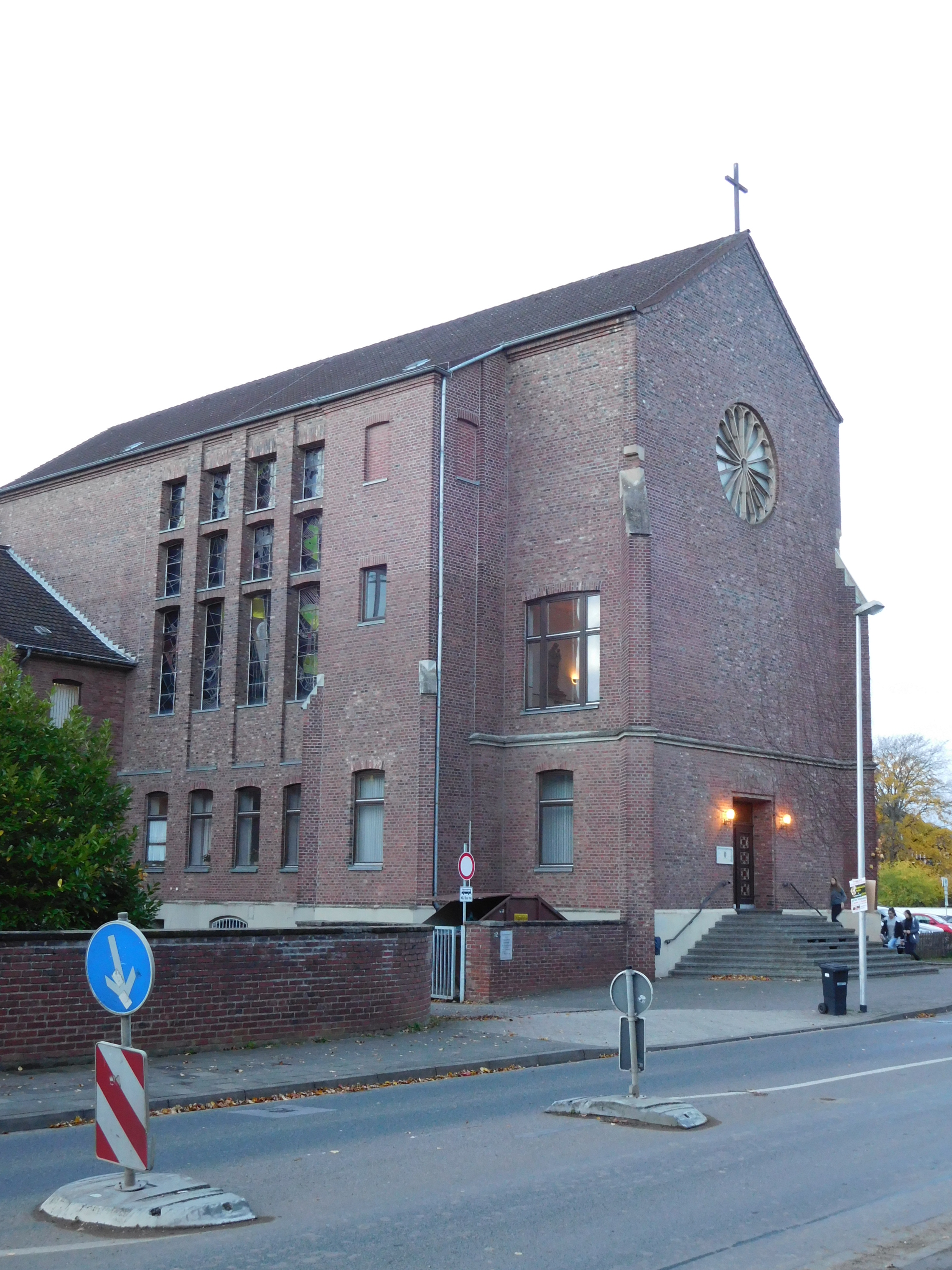
Schulkapelle

Das Mädchengymnasium Jülich (kurz: MGJ) ist ein staatlich anerkanntes privates Gymnasium in Jülich, Kreis Düren, Nordrhein-Westfalen. Seit dem 24. Januar 2009 ist es eine staatlich anerkannte Europaschule. Das MGJ ist eines der letzten reinen Mädchengymnasien in Deutschland.

## Geschichte
Im Jahr 1891 eröffneten die Armen Franziskanerinnen von der ewigen Anbetung aus Olpe eine Höhere Mädchenschule in Jülich. 1899 wurde an der Römerstraße der Schulbau eingeweiht. Zehn Jahre später erfolgte die staatliche Anerkennung der St.Josef-Schule. 1910 wurde die Turnhalle mit Bühne fertiggestellt.
Nach der Bestätigung als Neugestaltetes Lyzeum im Jahr 1924 (mit der Berechtigung, Zeugnisse zum Eintritt in die Obersekunda, Jahrgangsstufe 11, auszustellen) erhielt die Schule am 7. Juli 1927 die staatliche Anerkennung als Oberlyzeum, das Abiturprüfungen abnehmen durfte. 1930 wurde an der Römerstraße ein weiterer Neubau errichtet, und ein Jahr später wurde die erste Abiturprüfung durchgeführt. Durch das NS-Regime wurde die Schule 1944 zwangsweise an die Stadt Jülich verkauft und aufgelöst. Beim Bombenangriff am 8. Oktober 1944 wurde das Schulgebäude zerstört.
1945 wurde die Schule zurückgekauft und am 16. November wieder eröffnet. Der Aachener Bischof Johannes Joseph van der Velden weihte 1950 die neue Schulkapelle ein. 1965 wurde mit dem Aufbau der Oberstufe der Frauenoberschule, die seit 1966 als Gymnasium bezeichnet wird, begonnen. Mit einem Neubau des Mädchengymnasiums wurde 1969 begonnen, 1973 wurde er eingeweiht. Von 1949 bis 1969 unterrichtete der 1988 verstorbene Kirchenrektor und mutmaßliche Sexualstraftäter Heinrich Graab an der Schule.
1972 wechselte der Schulträger, die Franziskanerinnen zogen sich aus der Schule zurück; die katholische Prägung blieb erhalten (siehe unten). Am 24. Januar 2009 wurde das MGJ offiziell als Europaschule anerkannt, nach dem Gymnasium am Wirteltor Düren die zweite im Kreis Düren.

## Ziele des MGJ
- Förderung der freien Entfaltung der Persönlichkeit.
- Katholische Erziehung. In der Schulseelsorge und im Religionsunterricht arbeiten Priester des Opus Dei.[4][5]
- Erstverantwortung der Eltern für ihre Kinder und Zusammenarbeit mit den Eltern.
- Ziel ist die Ausrichtung auf die Heranbildung der Schülerinnen zu qualifizierten, verantwortungs- und selbstbestimmten Frauen.

## Schulträger
Am 1. Januar 1972 übernahm der Fördergemeinschaft für Schulen in freier Trägerschaft e. V. aus Köln die Schulträgerschaft. Laut Webseite der Schule sind „einige Mitglieder“ der Fördergemeinschaft Angehörige des Opus Dei. 2001 hielt Christoph Bockamp, Regionalvikar des Opus Dei, vor dem Lehrerkollegium und anderen Schul-Mitarbeitern einen Vortrag zum 100. Geburtstag des Opus-Dei-Gründers Josemaría Escrivá.

## Schulleitung
Leiterin der Schule ist seit dem 1. Februar 2017 die Oberstudiendirektorin Christiane Clemens. Sie wird von Frau de Haan und Herrn Dammer vertreten.
Clemens’ Vorgängerinnen waren:
- Dr. Liselotte Böhme (1967–1987)
- Dr. Rosemarie Rheinbold (1987–1997)
- Ines Nagelschmitz (1997–2008)
- Maria Bardenheuer (2008–2016).

Bis 1967 wurde die Schule von Nonnen geleitet, zuletzt von Schwester Philomena. Bereits vor dem Rückzug der Franziskanerinnen zum 1. Januar 1972 ging das Rektorat 1967 in weltliche Hände (Dr. Böhme) über.

## Austauschprogramme
Es bestehen Austauschprogramme mit
- Collège Cluny Saint-Joseph in Marseille, Frankreich
- Collège Saint-Joseph in Lüttich-Chênée, Belgien
- Independent High School for Girls in Ockbrook, Derbyshire, Großbritannien
- Col·legi La Vall, Barcelona, Spanien